# Ivriz
Ivriz es una zona arqueológica de Turquía de la Edad del Hierro con monumentales relieves en roca y de lugar de culto neohitita en el centro-sur de Anatolia. Está situada a 3 km al suroeste de Halkapınar, en la provincia de Konya y a 15 km al sureste de la ciudad de Ereğli. Los relieves en roca datan de finales del siglo VIII a. C. y representan al rey Warpalawas y al dios del Cielo y de la Tormenta Tarhunza, acompañado de una inscripción jeroglífica luvita.

## Descripción
El relieve principal es de aproximadamente 4,20 metros de altura y 2,40 metros de ancho y tallados en las paredes de roca cerca de un gran manantial. Muestra a Warpalawa, rey de Tuwana, adorando al dios Tarhunza que tiene espigas de trigo en una mano y racimos de uvas en el otro. El dios lleva un casco con cuernos, símbolo de la divinidad. La figura del rey, que es considerablemente menor que el de Tarhunza, está elaboradamente vestido y aparece en una postura de adoración. Al rey Warpalawa de Tuwana se le conoce en las fuentes asirias como Urballa. Él ostentó el poder, al menos, entre 738 a 710 antes de nuestra era, por tanto, el monumento está fechado en la segunda mitad del siglo VIII a. C. Su nombre también aparece en monumentos en Bor y Bulgarmaden.
Las tres líneas escritas en jeroglífico luvita delante del dios se traducen como: ". Este (es) el gran Tarhunza de Warpalawa. Para él lo dejaron. lo pusieron a largo (?) Sahana (?)". 
Tres líneas escritas detrás del rey dicen: "Esta (es) la imagen de Warpalawa el héroe ..."
Una tercera inscripción, de una línea se encuentra en la parte inferior de la roca que estaba cubierto previamente por el agua. Dice así: "Tiyamartu, Warpalawa ama[do?...] esculpido ...". Es probablemente la inscripción del escriba.
Además, en las proximidades del relieve se encontraron al menos otros tres fragmentos de roca con inscripciones que parecen ser partes de otros monumentos.
Más arriba en la montaña Ambar Deresi, hay un segundo relieve que parece ser una réplica del relieve Ivriz. Es aproximadamente del mismo tamaño, menos detallada y probablemente nunca se terminó. A diferencia del relieve de Ivriz este no tiene ninguna inscripción.
Un tercer relieve aislado fue descubierto por aldeanos en 1972, en un riachuelo a unos 25-30 metros del relieve de Ivriz y a unos 10 metros del camino. Es de un tallado muy suave, con sólo alrededor de un centímetro de profundidad, y muestra a un hombre(?) con una falda corta que lleva a un animal a su derecha y que están siguiendo a otra persona con túnica larga. La parte superior y enfrente de la persona con la prenda larga falta debido a que la roca se quebró. El animal puede ser un caballo o un perro, pero lo más probable es que sea un toro ya que se piensa que se trata de una escena de sacrificio. En la superficie hay tallados agujeros a modo de escalones que pueden sugerir un lugar ritual. Estos relieves se han trasladado al museo de Ereğli.
En 1986, a 75 metros aproximadamente río arriba desde los relieves de Ivriz, una estela parcial y una colosal cabeza de estatua fue descubierta durante la construcción de un canal de riego. Sólo la parte inferior de la estela sobrevive y tiene un relieve en un lado y una inscripción en jeroglífico luvita en la parte posterior y el costado derecho. El lado izquierdo tiene una inscripción fenicia. Este texto también menciona al rey Warpalawa. Actualmente se encuentran en el museo de Ereğli.